# Gentianella tortuosa
Gentianella tortuosa là một loài thực vật có hoa trong họ Long đởm. Loài này được (M.E.Jones) J.M.Gillett mô tả khoa học đầu tiên năm 1957.